# Rezerwat przyrody Tabory
Rezerwat przyrody Tabory – leśny rezerwat przyrody utworzony w 1974 r. na terenie gminy Łyse na północ od wsi Kuzie.

## Historia
Celem ochrony jest zachowanie fragmentu boru sosnowo-świerkowego naturalnego pochodzenia na obszarze Puszczy Zielonej. Na terenie rezerwatu można spotkać rosnące 190–210-letnie sosny i świerki. Oprócz sosny i świerku w drzewostanie i podszycie występuje jałowiec, rzadziej brzoza, czasami dąb, kruszyna, jarzębina. W runie leśnym występują m.in. borówki, wrzos, widłaki, sasanki i arniki. 
Rezerwat jest zróżnicowany na dwie równe strefy występujących ziół i porostów. W pierwszej z nich dominuje wariant chrobotkowy, który jest suchy i ubogi (zachodnia część rezerwatu). Drugą strefę tworzy wariant czernicowy. Powierzchnia leśna rezerwatu zajmuje 17,21 ha, z czego powierzchnia drzewostanu wynosi 15,63 ha, a powierzchnia halizn i płazowizn – 1,37 ha. Z zachodu rezerwat graniczy z drzewostanem sosnowym IIa klasy wieku, od północy z drzewostanem sosnowym IIIa klasy wieku i młodnikiem olszowym, od wschodu – z drzewostanem olszowym II–III klasy wieku, od południa z drzewostanem sosnowym IIIb klasy wieku. 